# Mercan (Name)
Mercan ist ein türkischer weiblicher Vorname arabischer Herkunft mit der Bedeutung „Koralle“, der auch als Familienname auftritt.

## Namensträger

### Vorname
- Mercan Erzincan (* 1976), türkisch-alevitische Sängerin und Saz-Spielerin
- Mercan Türkoğlu (* 2005), türkischstämmige Kinderdarstellerin

### Familienname
- Faruk Mercan (* 1971), türkischer Journalist und Buchautor
- Levent Mercan (* 2000), deutscher Fußballspieler
- Neşe Mercan (* 1994), türkische paralympische Goalballspielerin
- Tunahan Mercan (* 2003), österreichischer Fußballspieler